# Planta embotelladora

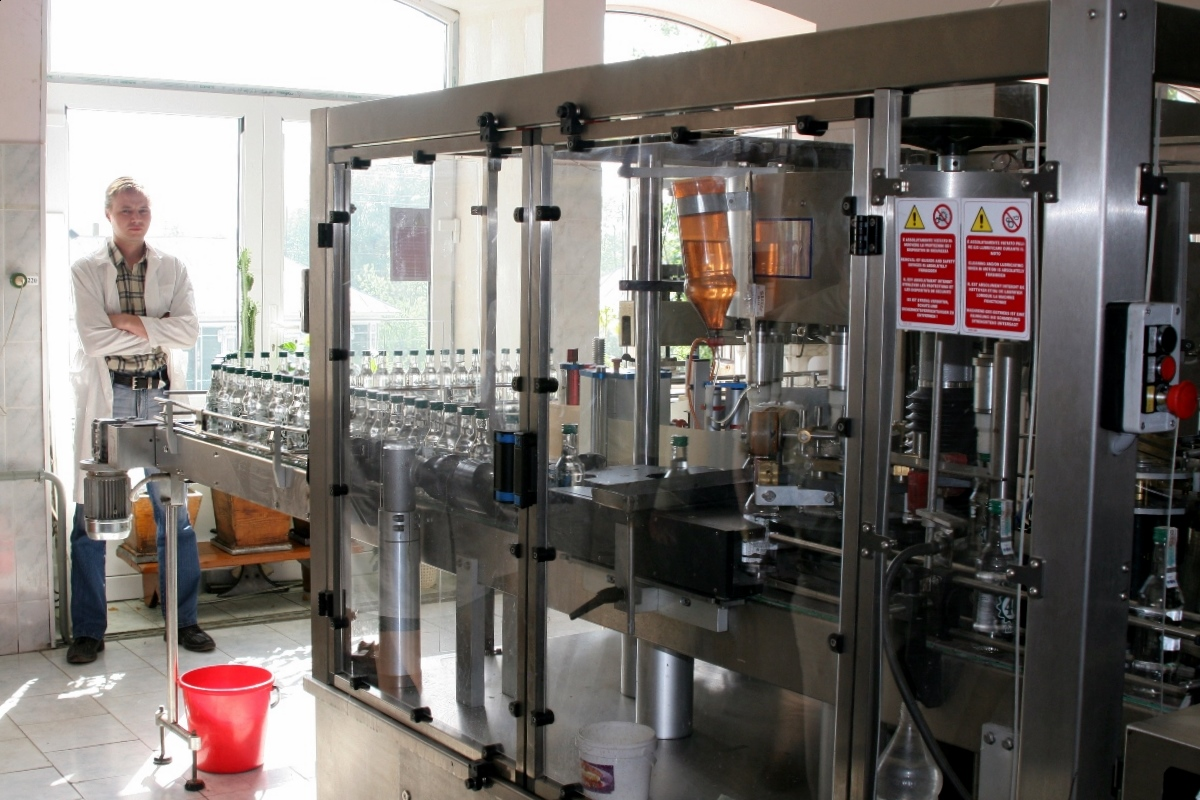
Máquina embotelladora de Vodka, en Rusia.

Una planta embotelladora o empacadora de botellas es una empresa cuya función es el envasado de bebidas para su distribución y satisfacción de las personas.
Muchas compañías embotelladoras son franquicias de corporaciones que distribuyen las bebidas producidas por estas en regiones geográficas específicas, donde además, pueden embotellar otras bebidas regionales.
Estas organizaciones se encargan de mezclar los ingredientes de la bebida, para luego insertar el producto en recipientes como botellas o latas. Luego, el producto final es distribuido a vendedores. Grandes compañías como The Coca-Cola Company venden su producción a embotelladores como The Coca-Cola Bottling Co., donde es embotellada y distribuida.